# Route du Sud 1991
La Route du Sud 1991, quindicesima edizione della corsa, si svolse dal 12 al 16 giugno su un percorso di 885 km ripartiti in 5 tappe (la seconda suddivisa in due semitappe), con partenza da Mérignac e arrivo a Castres. Fu vinta dallo svizzero Laurent Dufaux della Helvetia-La Suisse davanti al francese Philippe Louviot e allo spagnolo Carlos Galarreta Lazaro.

## Tappe
| Tappa  | Data      | Percorso                                | km    | Vincitore di tappa      | Leader cl. generale |
| ------ | --------- | --------------------------------------- | ----- | ----------------------- | ------------------- |
| 1ª     | 12 giugno | Mérignac > Mérignac                     | 165,2 | Marcel Wüst             | Marcel Wüst         |
| 2ª-1ª  | 13 giugno | Mérignac > Marmande                     | 99    | Thierry Laurent         | Thierry Laurent     |
| 2ª-2ª  | 13 giugno | Marmande > Marmande (cron. individuale) | 15    | Dimitri Vassilitchenko  | Philippe Louviot    |
| 3ª     | 14 giugno | Marmande > Muret                        | 202   | Marcel Wüst             | Philippe Louviot    |
| 4ª     | 15 giugno | Muret > Muret                           | 197   | Carlos Galarreta Lazaro | Laurent Dufaux      |
| 5ª     | 16 giugno | Saint-Gaudens > Castres                 | 206,5 | Mauro Ribeiro           | Laurent Dufaux      |
| Totale | Totale    | Totale                                  | 885   |                         |                     |

## Dettagli delle tappe

### 1ª tappa
- 12 giugno: Mérignac > Mérignac – 165,2 km

| Pos. | Corridore          | Squadra       | Tempo    |
| ---- | ------------------ | ------------- | -------- |
| 1    | Marcel Wüst        | R.M.O.        | 3h57'42" |
| 2    | Franck Boucanville | Mosaco        | s.t.     |
| 3    | Mathieu Hermans    | Festina-Lotus | s.t.     |

| Pos. | Corridore   | Squadra | Tempo |
| ---- | ----------- | ------- | ----- |
| 1    | Marcel Wüst | R.M.O.  |       |

### 2ª tappa - 1ª semitappa
- 13 giugno: Mérignac > Marmande – 99 km

| Pos. | Corridore        | Squadra   | Tempo    |
| ---- | ---------------- | --------- | -------- |
| 1    | Thierry Laurent  | R.M.O.    | 2h15'56" |
| 2    | Philippe Louviot | Toshiba   | s.t.     |
| 3    | Nick Botteldoorn | Collstrop | s.t.     |

| Pos. | Corridore       | Squadra | Tempo |
| ---- | --------------- | ------- | ----- |
| 1    | Thierry Laurent | R.M.O.  |       |

### 2ª tappa - 2ª semitappa
- 13 giugno: Marmande > Marmande (cron. individuale) – 15 km

| Pos. | Corridore              | Squadra       | Tempo  |
| ---- | ---------------------- | ------------- | ------ |
| 1    | Dimitri Vassilitchenko | Festina-Lotus | 19'20" |
| 2    | Fabian Jeker           | Helvetia      | a 3"   |
| 3    | Philippe Louviot       | Toshiba       | a 7"   |

| Pos. | Corridore        | Squadra | Tempo |
| ---- | ---------------- | ------- | ----- |
| 1    | Philippe Louviot | Toshiba |       |

### 3ª tappa
- 14 giugno: Marmande > Muret – 202 km

| Pos. | Corridore          | Squadra   | Tempo    |
| ---- | ------------------ | --------- | -------- |
| 1    | Marcel Wüst        | R.M.O.    | 5h15'18" |
| 2    | Franck Boucanville | Mosaco    | s.t.     |
| 3    | Willy Willems      | Collstrop | s.t.     |

| Pos. | Corridore        | Squadra | Tempo |
| ---- | ---------------- | ------- | ----- |
| 1    | Philippe Louviot | Toshiba |       |

### 4ª tappa
- 15 giugno: Muret > Muret – 197 km

| Pos. | Corridore               | Squadra       | Tempo    |
| ---- | ----------------------- | ------------- | -------- |
| 1    | Carlos Galarreta Lazaro | Festina-Lotus | 6h00'05" |
| 2    | Laurent Dufaux          | Helvetia      | s.t.     |
| 3    | Richard Virenque        | R.M.O.        | a 1'18"  |

| Pos. | Corridore      | Squadra  | Tempo |
| ---- | -------------- | -------- | ----- |
| 1    | Laurent Dufaux | Helvetia |       |

### 5ª tappa
- 16 giugno: Saint-Gaudens > Castres – 206,5 km

| Pos. | Corridore     | Squadra  | Tempo    |
| ---- | ------------- | -------- | -------- |
| 1    | Mauro Ribeiro | R.M.O.   | 4h57'28" |
| 2    | Pascal Lance  | Toshiba  | s.t.     |
| 3    | Rolf Aldag    | Helvetia | a 22"    |

| Pos. | Corridore               | Squadra       | Tempo     |
| ---- | ----------------------- | ------------- | --------- |
| 1    | Laurent Dufaux          | Helvetia      | 22h47'15" |
| 2    | Philippe Louviot        | Toshiba       | a 34"     |
| 3    | Carlos Galarreta Lazaro | Festina-Lotus | s.t.      |

## Classifiche finali

### Classifica generale
| Pos. | Corridore                        | Squadra            | Tempo     |
| ---- | -------------------------------- | ------------------ | --------- |
| 1    | Laurent Dufaux                   | Helvetia-La Suisse | 22h47'15" |
| 2    | Philippe Louviot                 | Toshiba            | a 34"     |
| 3    | Carlos Galarreta Lazaro          | Festina-Lotus      | s.t.      |
| 4    | Fabian Jeker                     | Helvetia-La Suisse | a 1'00"   |
| 5    | Jean-Philippe Dojwa              | R.M.O.             | a 1'32"   |
| 6    | Delmino Albano Pereira Magalhaes | Recer-Boavista     | a 2'05"   |
| 7    | Richard Virenque                 | R.M.O.             | a 2'11"   |
| 8    | Rolf Aldag                       | Helvetia-La Suisse | a 3'22"   |
| 9    | Thierry Laurent                  | R.M.O.             | a 3'51"   |
| 10   | Pello Ruiz Cabestany             | Clas-Cajastur      | a 4'36"   |